# Emcibacter杆菌属
Emcibacter杆菌属（学名：Emcibacter），也称中国海洋微生物保藏中心杆菌属，是Emcibacteraceae科下的一个属。

## 下属物种
本属包括以下物种：
- 南海中国海洋微生物保藏中心杆菌 Emcibacter nanhaiensis Liu et al., 2015，该种分离自中国南海沉积物。[2]